# DiableX
 (mai 2021).
La mise en forme du texte ne suit pas les recommandations de Wikipédia : il faut le « wikifier ».
Les points d'amélioration suivants sont les cas les plus fréquents. Le détail des points à revoir est peut-être précisé sur la page de discussion.
- Les titres sont pré-formatés par le logiciel. Ils ne sont ni en capitales, ni en gras.
- Le texte ne doit pas être écrit en capitales (les noms de famille non plus), ni en gras, ni en italique, ni en « petit »…
- Le gras n'est utilisé que pour surligner le titre de l'article dans l'introduction, une seule fois.
- L'italique est rarement utilisé : mots en langue étrangère, titres d'œuvres, noms de bateaux, etc.
- Les citations ne sont pas en italique mais en corps de texte normal. Elles sont entourées par des guillemets français : « et ».
- Les listes à puces sont à éviter, des paragraphes rédigés étant largement préférés. Les tableaux sont à réserver à la présentation de données structurées (résultats, etc.).
- Les appels de note de bas de page (petits chiffres en exposant, introduits par l'outil «  Source ») sont à placer entre la fin de phrase et le point final[comme ça].
- Les liens internes (vers d'autres articles de Wikipédia) sont à choisir avec parcimonie. Créez des liens vers des articles approfondissant le sujet. Les termes génériques sans rapport avec le sujet sont à éviter, ainsi que les répétitions de liens vers un même terme.
- Les liens externes sont à placer uniquement dans une section « Liens externes », à la fin de l'article. Ces liens sont à choisir avec parcimonie suivant les règles définies. Si un lien sert de source à l'article, son insertion dans le texte est à faire par les notes de bas de page.
- La présentation des références doit suivre les conventions bibliographiques. Il est recommandé d'utiliser les modèles {{Ouvrage}}, {{Chapitre}}, {{Article}}, {{Lien web}} et/ou {{Bibliographie}}. Le mode d'édition visuel peut mettre en forme automatiquement les références.
- Insérer une infobox (cadre d'informations à droite) n'est pas obligatoire pour parachever la mise en page.

Pour une aide détaillée, merci de consulter Aide:Wikification.
Si vous pensez que ces points ont été résolus, vous pouvez retirer ce bandeau et améliorer la mise en forme d'un autre article.
DiableX est un studio de pornographie gay belge fondé en 2017 par Loïc Barnier.

## Historique
Loïc Barnier crée le label en 2017 après avoir passé plus de 15 ans dans la photographie masculine. Il décide de se lancer dans l'aventure pornographique pour combler le vide belge dans ce domaine. Il se spécialise dans la niche dite "minet" c'est-à-dire des jeunes de plus de 18 ans. Rapidement, il collabore avec la chaine française PinkTV et voit plusieurs de ses films diffusés sur la chaine depuis 2018.
En 2019 il réalise son premier film scénarisé "Amour, sexe et débauche", suivi en 2020 par Baise chez le photographe et surtout Le bout du tunnel qui se voit adjoindre un court métrage non pornographique Au bout du tunnel qui reprend +/- la même trame d'histoire mais sans sexe. Ce court métrage étant diffusé sur YouTube.

## Filmographie
- 2018 : Baiseball et boules a baiser
- 2019 : BelgiX
- 2019 : Amour sexe et débauche
- 2019 : Castings et plans cul
- 2020 : Baise chez le photographe
- 2020 : Plans culs, entre ombre et soleil
- 2020 : Le bout du tunnel
- 2020 : Au bout du tunnel[3] (court métrage non pornographique mais joué par des acteurs x)

## Récompenses
- PinkX Gay Video Awards pour le film BelgiX nommé en 2019.